# Paratrixa
Paratrixa – rodzaj muchówek z rodziny rączycowatych (Tachinidae).

## Wybrane gatunki
- P. flava (Shi, 1991)[1]
- P. polonica Brauer & von Bergenstamm, 1891